# 亨利·达尔格
小亨利·约瑟夫·达尔格（英語：Henry Joseph Darger Jr.，1892年4月12日—1973年4月13日）是一位与世隔绝的美国作家和艺术家，曾在伊利诺州芝加哥担任医院管理员。他的出名是因为人们在他死后发现了15145页的幻想作品手稿：《薇薇安女孩的故事》（又称作《不真实的国度》）《儿童奴隶叛乱带来的兰迪科-安吉利尼亚战争风暴》，以及数百幅作为故事的插图绘画和水彩画。
他作品的视觉主题包括爱德华时代的田园诗般的室内设计，儿童和奇异生物居住的宁静花园以及年幼儿童遭受酷刑和屠杀的恐怖场景。他的大部分作品有綜合媒材和拼贴元素。达尔格的作品已经成为最著名的非主流藝術之一。

## 生平
达尔格出生在伊利诺州的芝加哥，父母是亨利·达尔格和罗莎·福尔曼。库克县的记录显示他出生在位于24街350号的家中。他四岁时，母亲在生了一个女儿后死于产褥热，那个女儿被送去领养；达尔格从未见过他的妹妹。他的一位传记作家，艺术历史学家和心理学家约翰·麦克格雷戈发现罗莎在亨利出生之前有两个孩子，但下落不明。
根据达尔格自己的描述，他的父亲对他很好，给他的生活提供保障，他们一起生活到了1900年。那一年，残疾贫困的老达尔格被带到圣奥古斯丁养老院。因为他的智慧，年轻的达尔格进入公立学校的三年级，在他父亲瘫痪后，达尔格被转移到了天主教孤儿院——慈悲圣母会。老达尔格于1905年去世，他的儿子在伊利诺伊州林肯市的弱智儿童庇护所（又称林肯州立学校，今为林肯发展中心）被收容，斯蒂芬·普罗科波夫诊断他道：“小亨利的心脏不在正常的位置”。而约翰·麦克格雷格则称这个诊断是在胡扯。
达尔格认为，他拥有的一大问题是他能够看穿成年人的谎言，并因此被认作为“自作聪明”，这常导致他受到老师的约束，以及被同学们拉拢。在一个较长的时间段裡他不由自主地发出奇怪的声音（可能是由于图雷特氏综合征），并会因此激怒他人。林肯庇护所会对孩子们施加强迫劳动和严厉惩罚，达尔格后来似乎将其融入到他的写作中。达尔格后来说道，公平地说，在庇护所里也有过美好的时光，他喜欢做其中的一些工作，他既有朋友也有敌人。他在那里收到了他父亲去世的消息。1908年，一系列试图逃跑的行动终于成功，这位16岁的孩子回到了芝加哥，在他的教母的帮助下，在一家天主教医院找到了一份卑微的工作，并以这种方式养活自己直到1963年退休。
除了一战时期在美国陆军短暂的服役时间，他的生活模式几乎没有变化：他每天都会参加弥撒，之后一般会回来做五项服务；他会从街上收集并保存一大堆奇怪的垃圾；他的衣服破旧不堪，尽管他试图保持衣着干净整洁；并且他基本上是孤身一人。他的一个亲密朋友威廉·施罗德，在保护受虐待和被忽视的儿童这个问题上也有着同样的想法，他们提议建立一个“儿童保护协会”，将这些儿童送给有爱心的家庭收养。1930年代中期，施罗德离开了芝加哥，但他和达尔格通过信件保持联系，一直到1959年施罗德去世。达尔格的传记作者吉姆·埃利奇推测，当施罗德住在芝加哥的时候，达尔格和施罗德可能有过一段恋爱关系。
1930年，达尔格在芝加哥北部的一个二楼房间安顿下来，位于林肯公园区韦伯斯特大道851号，德保罗大学附近。在接下来的43年里，他一直都呆在这个房间，直到1973年4月他在圣奥古斯丁养老院去世，他的父亲也在此去世。在日记的最后一篇中，他写道:“1971年1月1日。我过了一个非常可怜、什么都没有的圣诞节。我这辈子就没有过一次好的圣诞节，也没有一次好的新年，而现在……我很痛苦，所幸还不至于充满仇恨，虽然我觉得我应该这样……”
达尔格被埋葬在德斯普兰斯的圣徒公墓，位于安貧小姊妹會的区域里。他的墓碑上刻着“艺术家”和“儿童保护者”。

## 作品

### 《不真实的国度》
《不真实的国度》是一部长达15145页的作品，由十五本巨大、密集的书卷组成（其中三卷包括数百幅插图，和画在从杂志和彩色图书上取下的纸页上的卷轴样的水彩画），花费了60年来创作。达尔格利用描摹从杂志和目录上剪下来的图片来丰富自己的故事，这些插图是用水彩绘制而成的，穿插在大型全景图中，有些有30英尺宽，且被画在两边。他自己扮演一个儿童保护者进行叙述。
书中最大的一部分是《薇薇安女孩的故事》，讲述了在“不真实的国度”中，被奴役的儿童们的叛乱导致了格兰德科-安吉利安战争风暴以及罗伯特·薇薇安的女儿，阿比坦尼亚基督国家的七位公主的冒险故事，她们协助了约翰·曼利和格兰德林人对奴隶制的勇敢反抗。儿童为了自卫而拿起武器，经常在战斗中被格兰德林人的统治者残酷地折磨。这个精心创作的神话还设定了一个巨大的星球，而地球是它的卫星（上面大多数人是天主教徒），还有一种被称为“布伦吉格门人”的物种（简称布伦金），有巨大的有翅膀和弯曲的角，偶尔会以人类或部分像人的形态出现，甚至可以把自己伪装成儿童。他们通常是和善的，但是这是因为格兰德林暴行，一些布伦金对所有人类抱有极大的怀疑。
从林肯庇护所脱身后，达尔格一再试图收养一个孩子，但没有成功。儿童的形象经常成为他的灵感的来源，尤其是1911年5月9日《芝加哥每日新闻》的一幅肖像：一名名叫艾尔西·帕鲁贝克的五岁的谋杀受害者。那年4月8日，这个女孩离开家，告诉她的母亲，她要去拜访住在她家附近街角的姑妈。她最后一次被人看见是在和她的表兄弟们一起听街头风琴。一个月后，她的尸体在洛克波特 (伊利諾伊州)发电厂的屏障附近的一个卫生通道被发现。尸检指出她可能是窒息而死，但不是被勒死的，正如此案在关于达尔格的文章中常被提到的那样。帕鲁贝克的失踪和谋杀，她的葬礼以及随后的调查都成为当时《每日新闻》和其他报纸大量报道的主题。
这张报纸上的照片是达尔格收集的越来越多的个人剪报档案的一部分。某天达尔格弄丢了它，结果他在日记中哀叹“他的损失带来的巨大灾难永远不会得到弥补”。根据他的自传，达尔格相信这张照片是他工作室的柜子撬开后被偷的几件物品之一。他再也没能找到那张照片的复印件。由于他不记得出版的确切日期，他也无法在报纸档案中找到它。他进行了一系列精心准备的九日敬礼和其他的祈祷，希望这张照片能够回到身边。达尔格丢失了帕鲁贝克的照片后构思了这场虚构的战争，并成为了他的一个杰作。在此之前，他一直在创作这部小说的某个版本（他提到过一份早期的草稿，但它也丢失或被盗了）。
在《不真实的国度》中，帕鲁贝克被塑造成第一次儿童奴隶叛乱的领袖安妮·阿伦伯格。“对儿童叛乱者安妮·阿伦伯格的暗杀……是格兰德林政府造成的最令人震惊的儿童谋杀案”，也是这场战争的起因。他们希望薇薇安女孩通过他们的苦难，英勇的行为和无比的圣洁，带领基督教走向胜利。达尔格为这个故事提供了两个结局，一个是薇薇安女孩和基督教获得胜利，另一个是他们被击败，无神的格兰德林人继续统治。
达尔格创作的人物形象主要是通过描摹、拼贴或者影印流行杂志和儿童书籍（他收集的大部分“垃圾”是旧杂志和报纸，他将其剪下来作为材料）。他最喜欢的人物是科普特防晒霜女孩和小安妮·鲁尼。他对于构造和水彩用色的天赋得到肯定。勇敢的逃亡、庞大的战场和痛苦的折磨的画面不仅让人联想起当时《一個國家的誕生》（达尔格很可能看过）一类的史诗电影，还有天主教历史事件。艺术评论家迈克尔·穆恩用流行的天主教文化和肖像学来解释达尔格对受虐儿童的形象。其中有常出现在殉道宗教剧和天主教漫画中的情节，一般是受害者为无辜女性的残忍故事。
达尔格的艺术作品的一个特点是对变性人的描写。他的许多女性角色在不穿衣服的时候可以看到阴茎。达尔格的传记作者吉姆·埃利奇推测，这反映了达尔格自己童年时在性别认同和同性恋方面的问题。达尔格的第二部小说《疯狂的房子》，更加明显地体现了这些主题。
在一篇类似《独立宣言》的诠释中，达尔格写到儿童拥有的权利：“玩耍、快乐、梦想和夜晚正常的睡眠的权利，受教育的权利，有平等的机会去发展我们内心的一切东西的权利。”

### 《疯狂的房子：芝加哥更深的冒险》
达尔格的第二部小说暂定名为《疯狂的房子：芝加哥更深的冒险》，拥有超过一万页的手稿。衔接《不真实的国度》，这部史诗沿用其主角——薇薇安七姐妹和他们的秘密兄弟彭罗德——并将故事安排在芝加哥，在与前一本书相同的时间里展开。这个故事始于1939年，讲述了一个房子被恶魔附身，或者是有了邪恶的自我意识。孩子们开始在房子里消失，后来被发现被残忍地杀害。薇薇安和彭罗德被派去调查并发现这些谋杀是邪恶的鬼魂所为。女孩们开始驱魔，但必须在房间打扫干净之前，在每个房间里进行一次完整的圣弥撒。他们不停这样做，却没有成功。故事写完时，达尔格刚刚从庇护所逃脱。

### 《我生命的历史》
1968年，达尔格热衷于追溯他他童年的挫折，并开始写《我生命的历史》。这本书包括八卷，其中只有206页详细描述了达尔格的早年生活，之后的4672页是关于一个叫做“甜心派”的巨大龙卷风的小说，这部小说可能是基于他在1908年目睹的龙卷风的记忆。

## 死后的影响
达尔格的房东内森和清子·勒纳在1973年4月13日——他去世后不久发现了他的作品，当时是他生日的第二天。内森·勒纳是一位颇有成就的摄影师，《纽约时报》这样评价他的职业生涯：“与芝加哥视觉文化的历史密不可分。”他立刻认识到达尔格作品的艺术价值。这时，达尔格安躺在圣奥古斯丁养老院里，由安貧小姊妹會照顾，他父亲死前也是由她们照顾的。
勒纳夫妇接管了达尔格的遗产，宣传他的作品，并为诸如2004年纪录片《不真实的国度》等项目做贡献。直觉：直觉及非主流艺术中心与清子·勒那合作，在2008年将亨利·达尔格的房间永久收藏。由于那些拯救他的作品的人们的努力，达尔格已经被国际认可。1997年内森·勒那去世后，清子成为了她丈夫和达尔格遗产的唯一继承人，由艺术家权利协会代理亨利·达尔格和内森·勒纳作品的版权。
达尔格是当今非主流艺术史上最著名的人物之一。每年一月在纽约举行的非主流藝術展及其拍卖会上，他的作品是所有自学的艺术家中价格最高的艺术家之一。纽约的美国民间艺术博物馆在2001年开设了一个亨利·达尔格研究中心。他现在的作品价格高达75万美元。

## 延伸阅读
- Anderson, Brooke Davis. Darger: The Henry Darger Collection at the American Folk Art Museum. New York: American Folk Art Museum in association with Harry N. Abrams, Inc., 2001.
- Ashbery, John. ''Girls on the Run: A Poem. New York: Farrar Straus and Giroux, 1999.
- Bonesteel, Michael (ed.). Henry Darger: Art and Selected Writings. New York: Rizzoli, 2000.
- Bourrit, Bernard. Henry Darger: Espace mouvant. In "La Part de l'Oeil" n° 20, Bruxelles, 2005: 252–259.
- Collins, Paul, Not Even Wrong: Adventures in Autism. New York: Bloomsbury, 2004. ISBN 1-58234-367-5.
- Elledge, Jim. . 2013. ISBN 1590208552.
- Jones, Finn-Olaf, "Landlord's Fantasy" （页面存档备份，存于）, Forbes, April 25, 2005.
- Kitajima, Keizo (photographs), and Koide, Yukiko and Tsuzukimota, Kyoichi (text), Henry Darger's Room: 851 Webster. Tokyo, Japan: Imperial Press, 2007.
- MacGregor, John M. Henry Darger: In the Realms of the Unreal. New York: Delano Greenidge Editions, 2002. ISBN 0-929445-15-5.
- Morrison, C. L. The Old Man in the Polka-Dotted Dress: Looking for Henry Darger. New York: Farrar Straus and Giroux, 2005.
- Schjeldahl, Peter. Folks （页面存档备份，存于）, The New Yorker, January 14, 2002: 88–89.
- Peter Schjeldahl's illustrated review of an exhibit of Darger's art at the American Folk Art Museum in New York City.
- Shaw, Lytle, The Moral Storm: Henry Darger's "Book of Weather Reports" （页面存档备份，存于）, Cabinet. An examination of Darger's 10-year weather diaries and their relation to his work and to Christian painting.
- William Swislow's review （页面存档备份，存于） of "Henry Darger: Desperate and Terrible Questions", The Outsider.
- Perry, Grayson, and Jones, Wendy, Grayson Perry: Portrait of the Artist as a Young Girl. Vintage, 2007. ISBN 978-0-09-948516-2.
- Trent, Mary. "'Many Stirring Scenes': Henry Darger's Reworking of American Visual Culture." American Art 26 (Spring 2012), 74-101.